# Hotu-iti

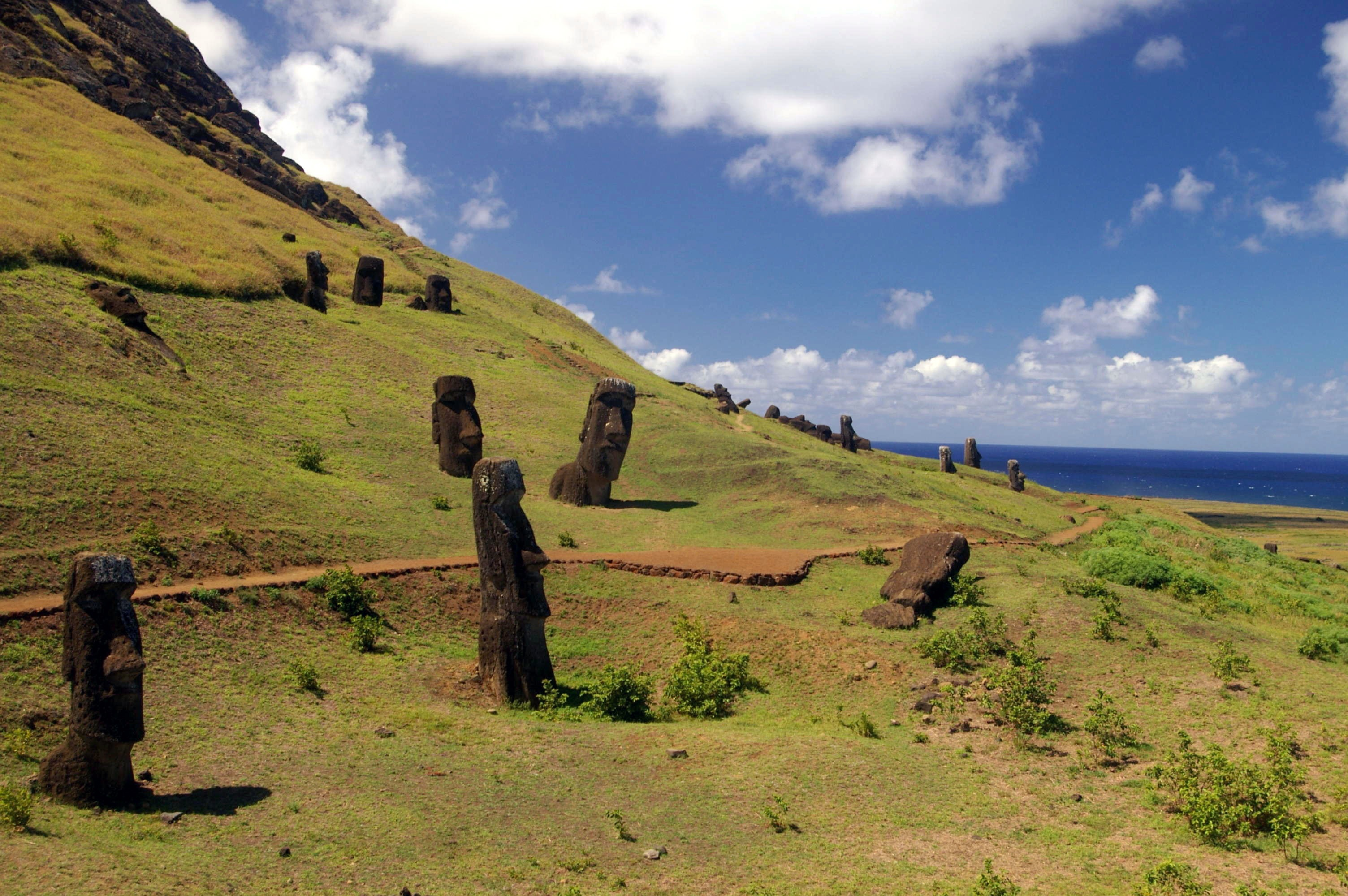
Pentes extérieures du Rano Raraku avec vingt moai, certains enfouis jusqu'au cou

Hotu-iti également appelé territoire Tongariki est une région du sud-est de l'île de Pâques qui tire son nom d'un clan local. Située dans le parc national de Rapa Nui, la zone comprend le cratère Rano Raraku, le site Ahu Tongariki et une petite baie. Aux XVe et XVIe siècles, le clan Hotu-iti était l'un des deux dirigeants de l'île de Pâques.

## Géographie
Hotu-iti abrite le cratère de Rano Raraku, seule source de l'île d'un type de pierre considérée comme la meilleure pour la sculpture de statues ; elle est également une source de mousse utilisée pour calfeutrer les pirogues. La baie de Hotuiti, une petite crique, est protégée par les falaises de la péninsule de Poike,. Selon la légende locale, le dieu Tangaroa est tué dans la baie et est enterré à proximité. Les falaises et la carrière de Rano Raraku surplombent Hotu-iti. Le paysage est décrit comme un « paysage spirituel merveilleux d'une beauté frappante » ,.

## Histoire

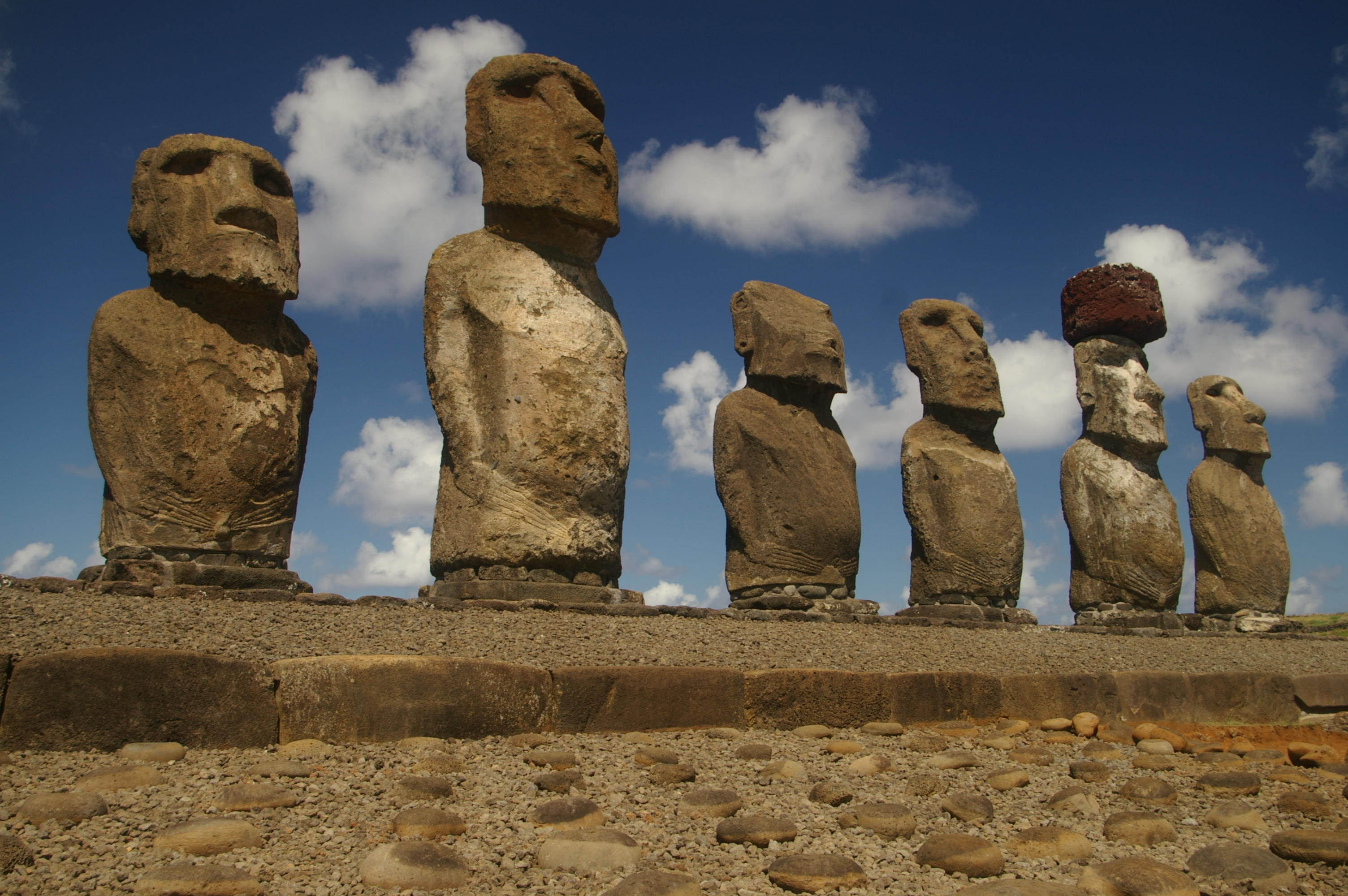
Six des quinze moai Ahu Tongariki

Aux XVe et XVIe siècles, l'île est divisée en deux entités politiques, décrites soit comme des confédérations ouest (Tu'u)   et est (Hotu-iti), Hotu-iti étant la moins bien classée ; soit nord (Tu'u Aro) et sud (Hotu-iti). En 1960, un tsunami d'environ 6 mètres au-dessus du niveau de la mer, traverse 500 mètres de Hotu-iti, emportant les ahu et les moai, et les dispersant sur 50 à 150 mètres. Quinze statues du site d'Ahu Tongariki à Hotu-iti sont endommagées; une équipe d'archéologues japonais restaure le site entre 1992 et 1994.

## Dirigeant
Dans la mythologie polynésienne, Hotu-iti est le fils le plus jeune et préféré de  Hotu Matu'a, le premier colon légendaire de l'île de Pâques,. Un des chefs connus du clan Hotu-iti est Kainga, censé être un descendant du sixième fils du premier roi qui « s'est révélé un vaillant guerrier ». Il a un fils qui lui succède nommé Huriavai. Les clans Tupahotu, Koro-Orongo et Ure-o-Hei sont considérés comme faisant partie du clan Hotu-iti.